# Золотий кабінет шляхетного і вільного мистецтва живопису
Золотий кабінет шляхетного і вільного мистецтва живопису — назва книги з біографіями нідерландських художників, котру створив нідерландський письменник і драматург Корнеліс де Бі (1627-1715).

## Дещо про автора

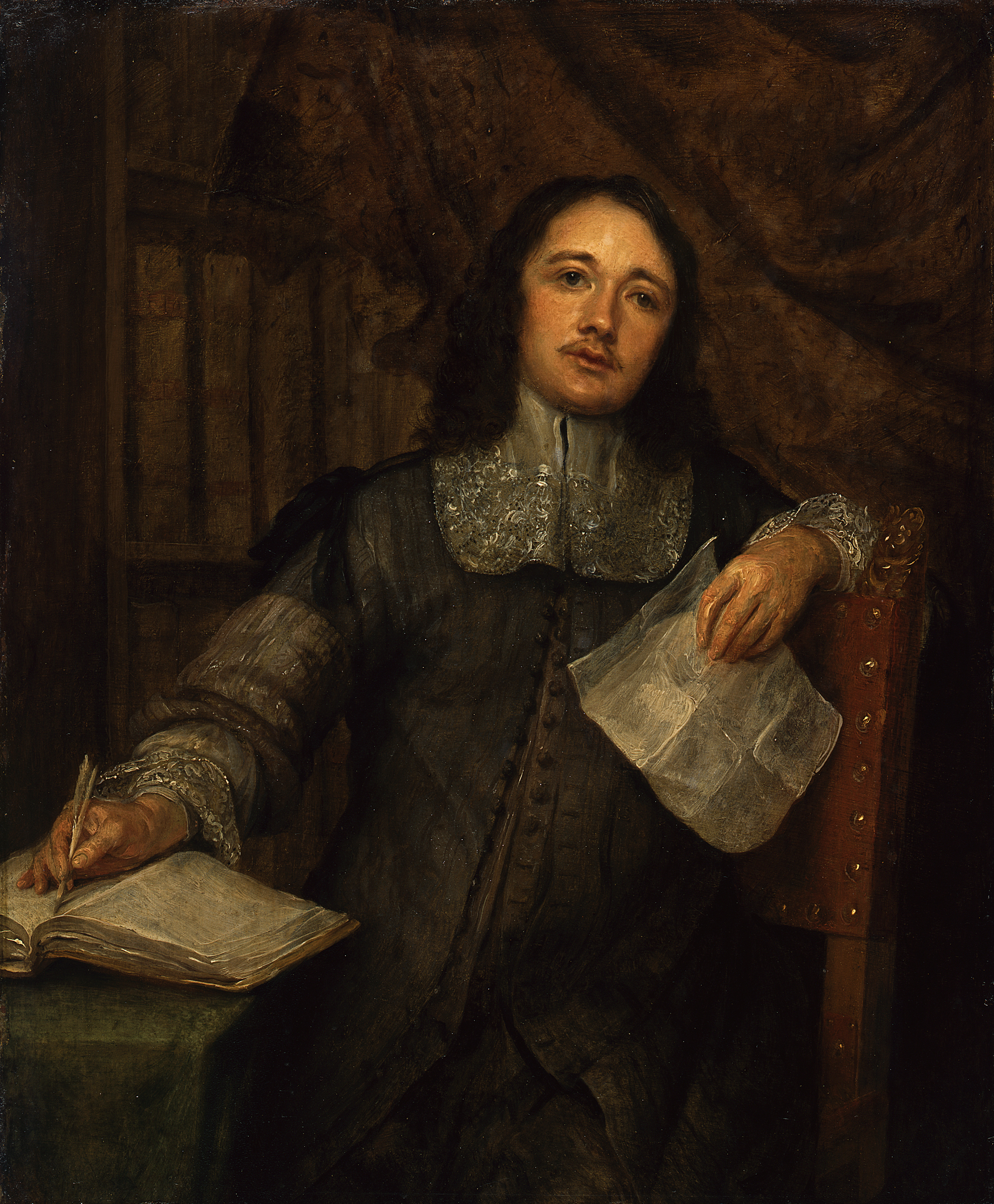
Худ. Гонзалес Кокес. «Портрет Корнеліса де Бі», бл. 1660 р., Берлін.

Майбутній письменник народився в родині художника і гравера Адріана де Бі (1593–1668). Статки родини дозволили сплатити навчання сина в Левенському університеті. По закінченні навчання Корнеліс де Бі повернувся у рідне місто, де працював нотаріусом і торговцем книгами. Водночас він звернувся до створення віршів і виступав ритором та письменником, автором театральних п'єс. У творчому доробку Корнеліса  близько п'ятдесяти двох драматичних творів, переважно жартівливих, з котрих до 20 століття збережено двадцять сім. Знав щонайменше п'ять мов, серед котрих латина, мова університетської освіти, мова листування і ознака письменності того часу.
Але він уславився створенням книги з біографіями голландських і фламандських художників з додачею їх графічних портретів.

## Дещо про видання

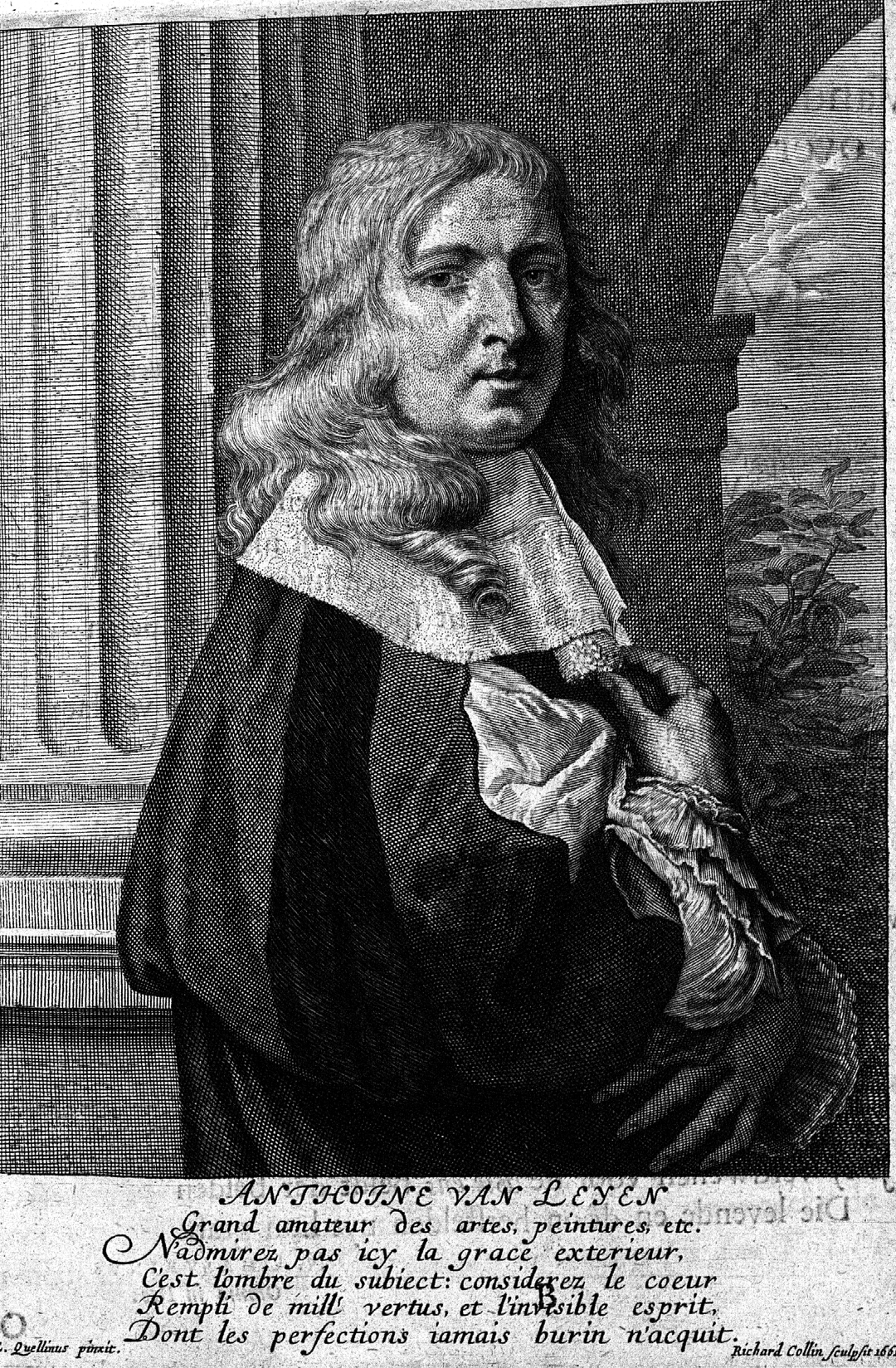
Антон ван Лейєн, котрому автор присвятив книгу «Золотий кабінет».

Традиція опису біографій в європейській історії зародилася ще в добу античності. Цим займався давньоримський письменник Пліній старший. В добу італійського відродження запанувала доктрина значущості окремої особи (королівського роду чи шляхти, церковного князя, новітнього святого на кшталт Франциска Ассізького) та опису його житія та діянь за життя.
На нідерландських землях справу створення біографій голландською мовою (перш за все нідерландських художників) продовжив Карел ван Мандер, сам художник за фахом. 1604 року справу Карела продовжив літератор Корнеліс де Бі.
Корнеліс де Бі сам не планував цю роботу, замову на створення цього твору він отримав від видавця Яна Мейссена з міста Антверпен. Таким чином він отримав шанс продемонструвати власні літературні здібності та надати описи біографій митців своєї доби, котрі не могли дати ні Джорджо Вазарі, ні Карел ван Мандер. Але у видання були внесені і біографії митців, що працювали і у XVI столітті. Корнеліс де Бі використав усі можливості продемонструвати власну обізнаність у престижі і у тодішніх літературних настановах. Тексти біографій він створив частково віршами, частково прозою і частково латиною. Власний твір Корнеліса мав посвяту заможному колекціонеру Антону ван Лейєну з міста Антверпен, що надав автору низку біографічних відомостей про художників і граверів.
Але факти і перекази про митців минулого і сучасності Корнелісу де Бі надали також Луїджі Прімо (тобто художник Луїс Кузен), син Тербрюггена Річард та Еразм Квеллінус молодший. Рукопис твору збережений, його датують 1672 роком і зберігають у Державній бібліотеці Бельгії.
Перший розділ книги мав біографії митців, що працювали у XVI ст. і мав компілятивний характер, запозичений у Карела ван Мандера.
Другий розділ книги мав біографії діячів мистецтва, що були сучасниками літератора.
Третій розділ книги мав біографії не тільки художників, а і скульпторів, архітекторів і граверів, котрі не розмістились у другому розділі.
Найпростіше та економне рішення було з портретами. Використали давні портретні гравюри, вже колись надруковані видавцем Яном Мейссеном. Нові гравюри створили лише до тих, котрих ще не було.
Значення книги було в тому, що вона вперше зафіксувала біографії низки фламандських діячів мистецтва XVII ст, а автор не розділяв доктрини непрестижності і неважливості для мистецтва жанрів натюрморт, побутовий жанр, портрет чи пейзаж, що збіглося з мистецькими оцінками 20 століття. Недоліком твору були белетристика і анекдоти, котрі Корнеліс де Бі додав у біографії, аби зробити тексти привабливими для маловибагливих читачів. Видання мимоволі стане пам'яткою доби бароко з усіма її рисами риторичних і пишних літературних перебільшень.

## Обрані портрети з першого розділу

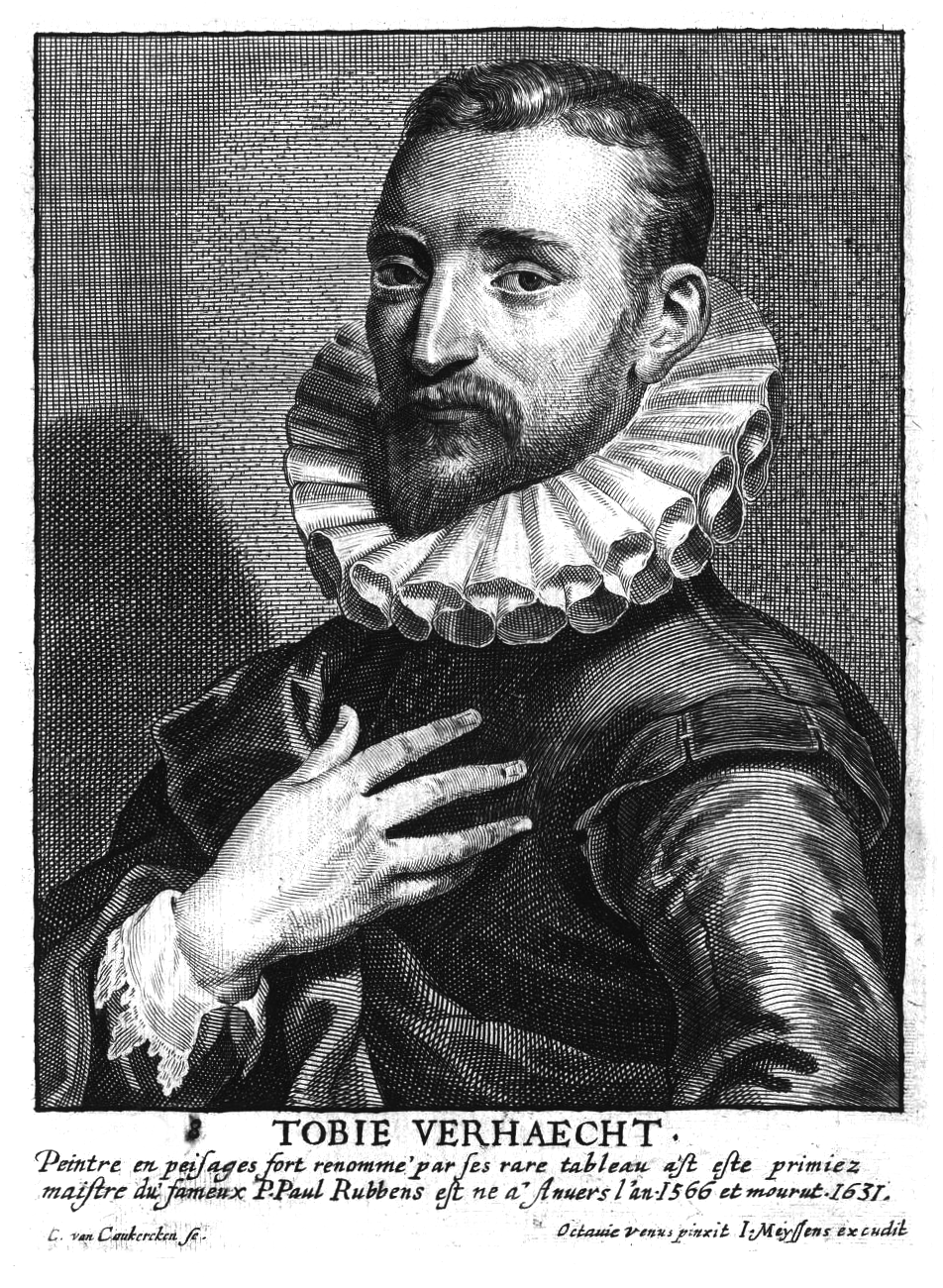
Тобіас Вергахт
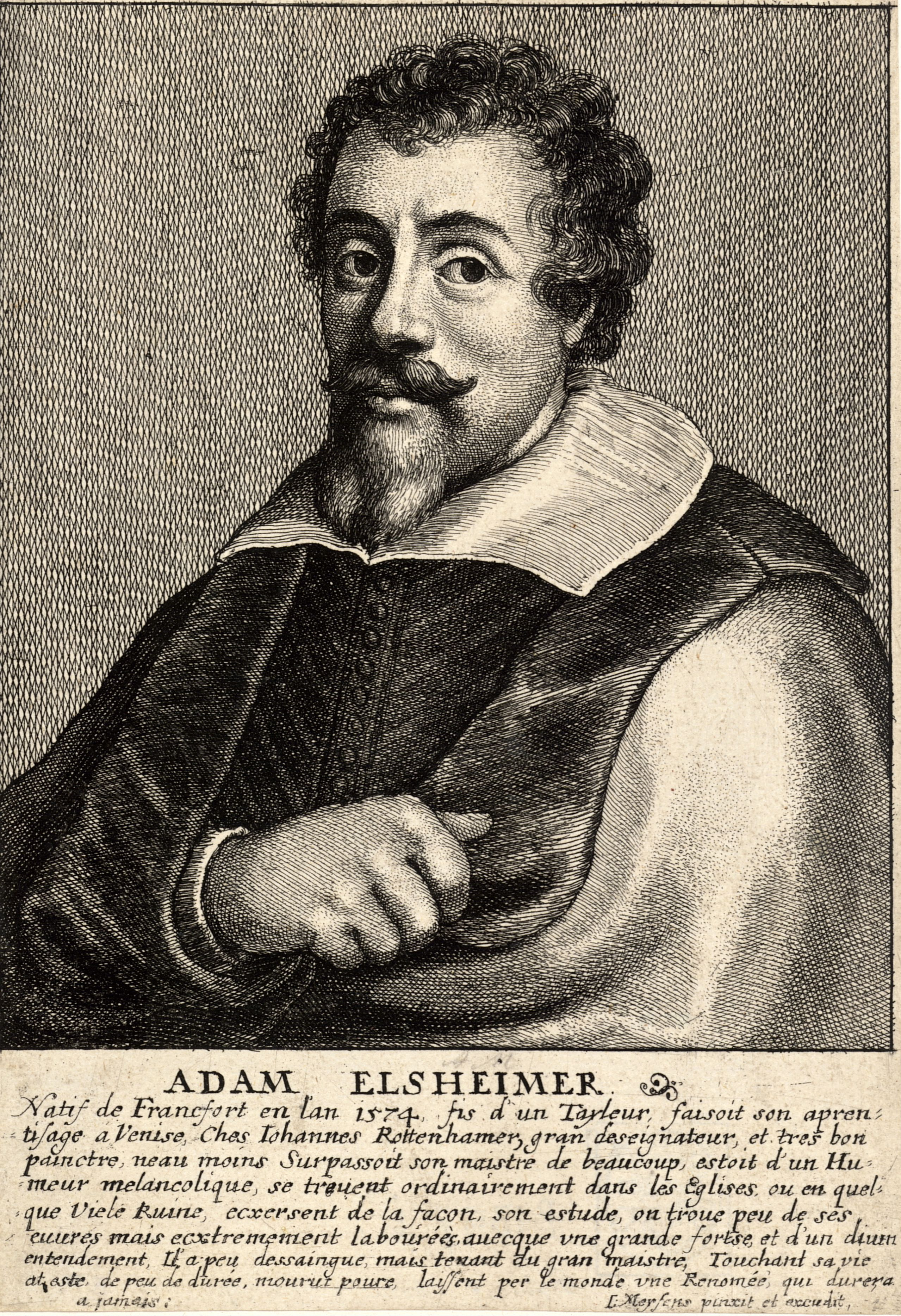
Гравер Венцеслав Холлар.Адам Ельсгаймер
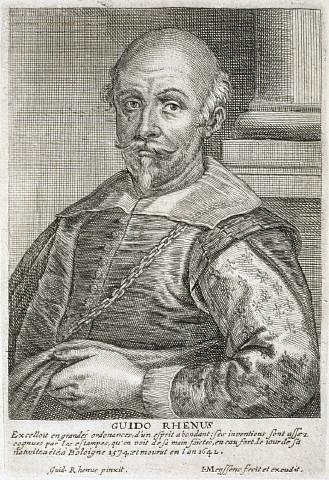
Гвідо Рені
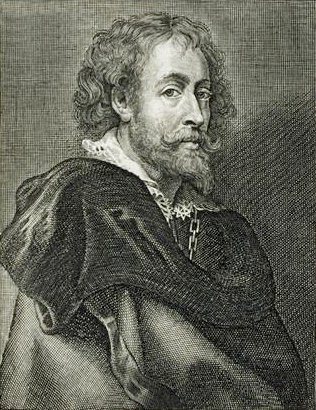
Пітер Пауль Рубенс
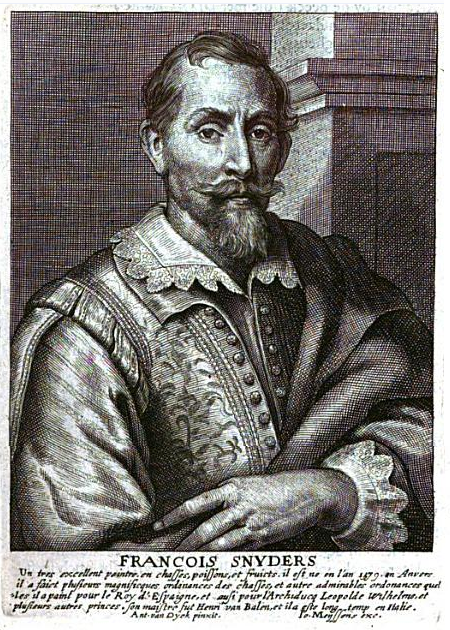
Франс Снейдерс
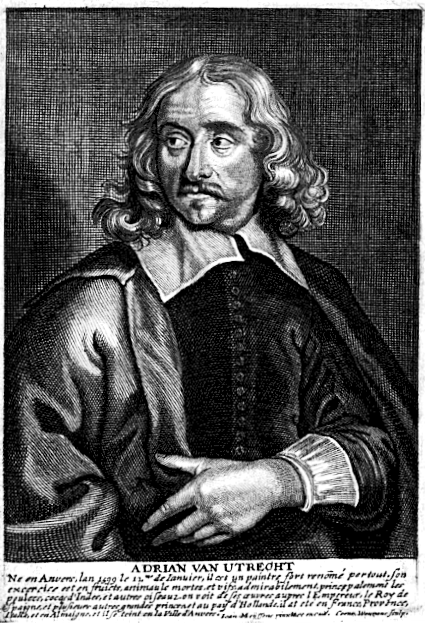
Адріан ван Утрехт
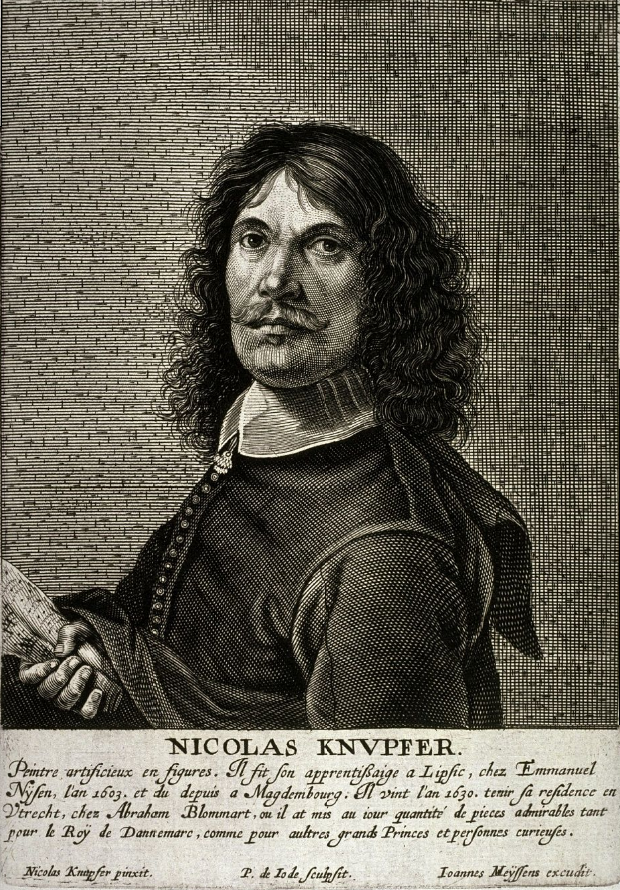
Гравер Пітер де Йоде молодший. Ніколас Кнюпфер, 1630 р.
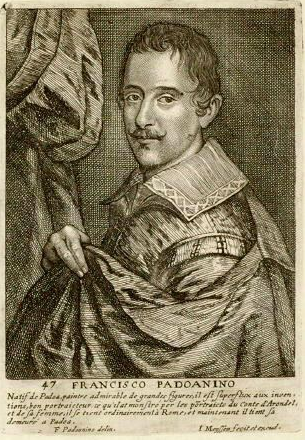
Худ Франческо Падованіно. Алессандро Варотарі
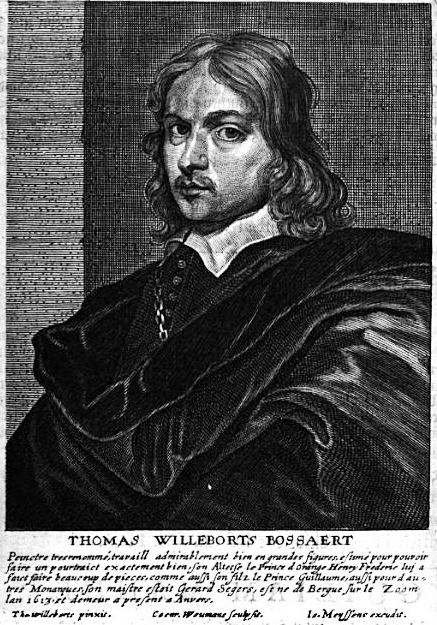
Томас Віллібортс Босхарт
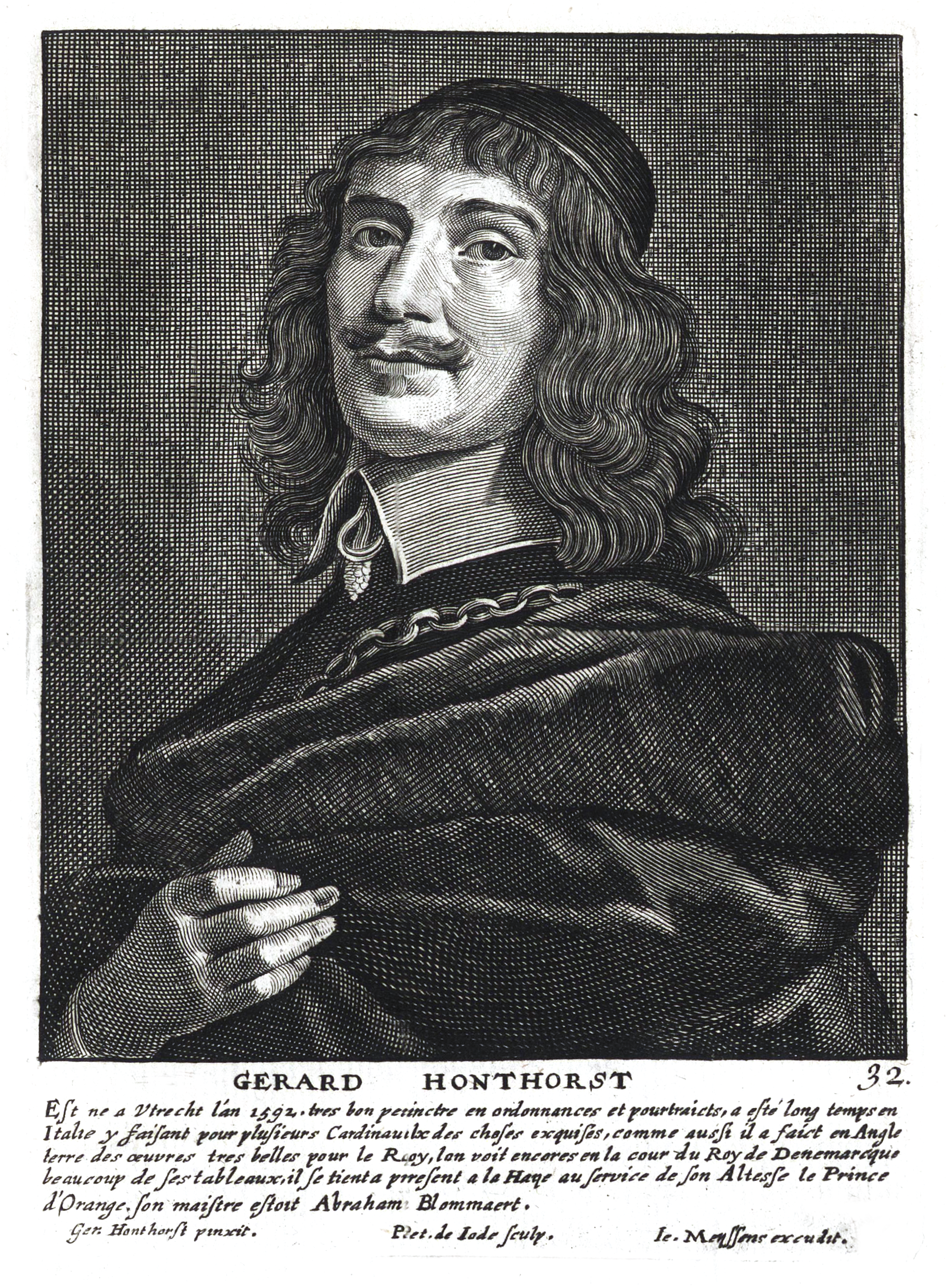
Гравер Пітер де Йоде молодший. Герард ван Гонтгорст

## Обрані портрети з другого розділу

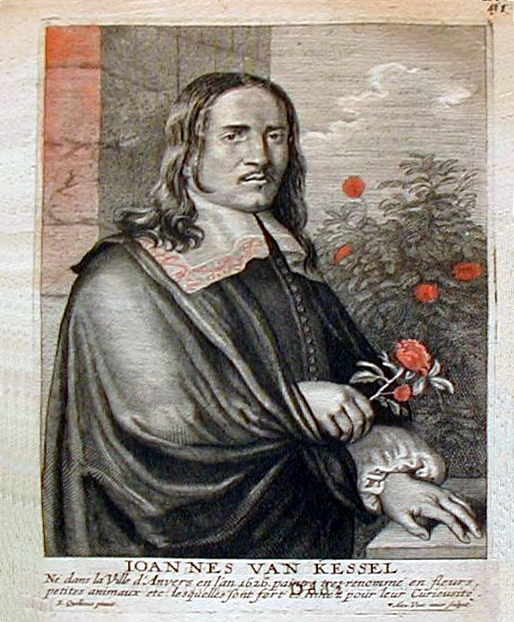
Ян ван Кессель старший
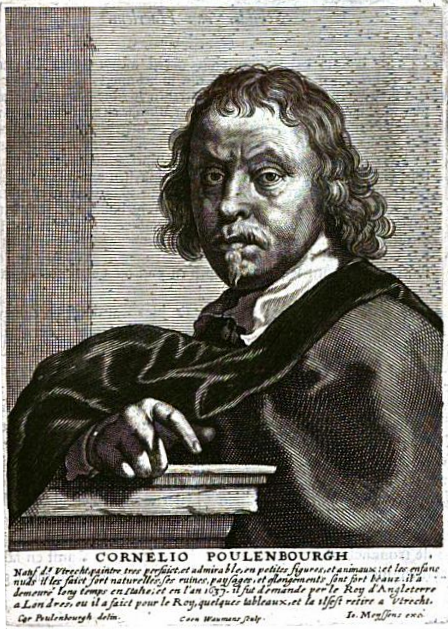
Корнеліс ван Пуленбург
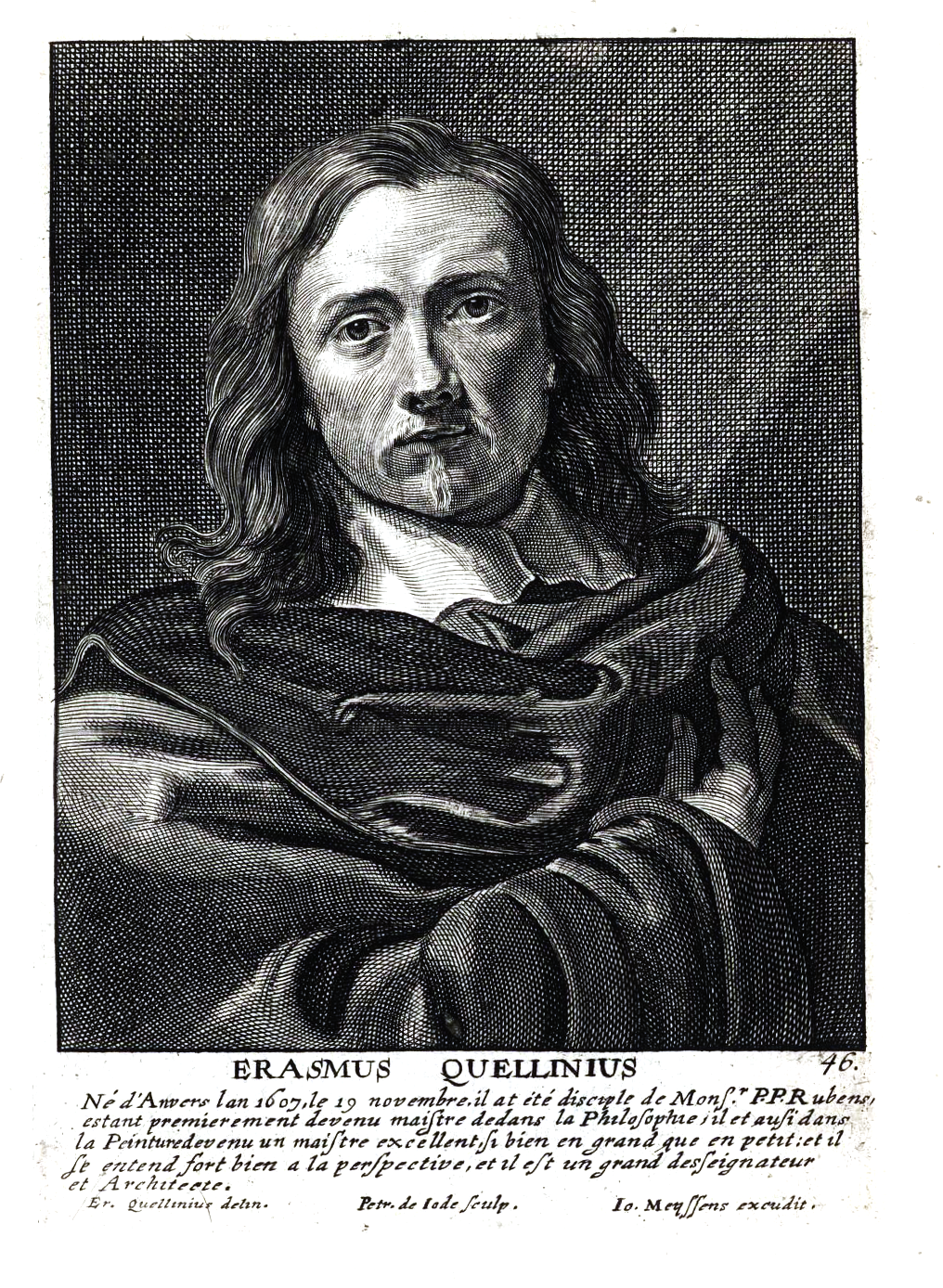
гравер Пітер де Йоде молодший. Еразм Квеллінус молодший (1607-1678)
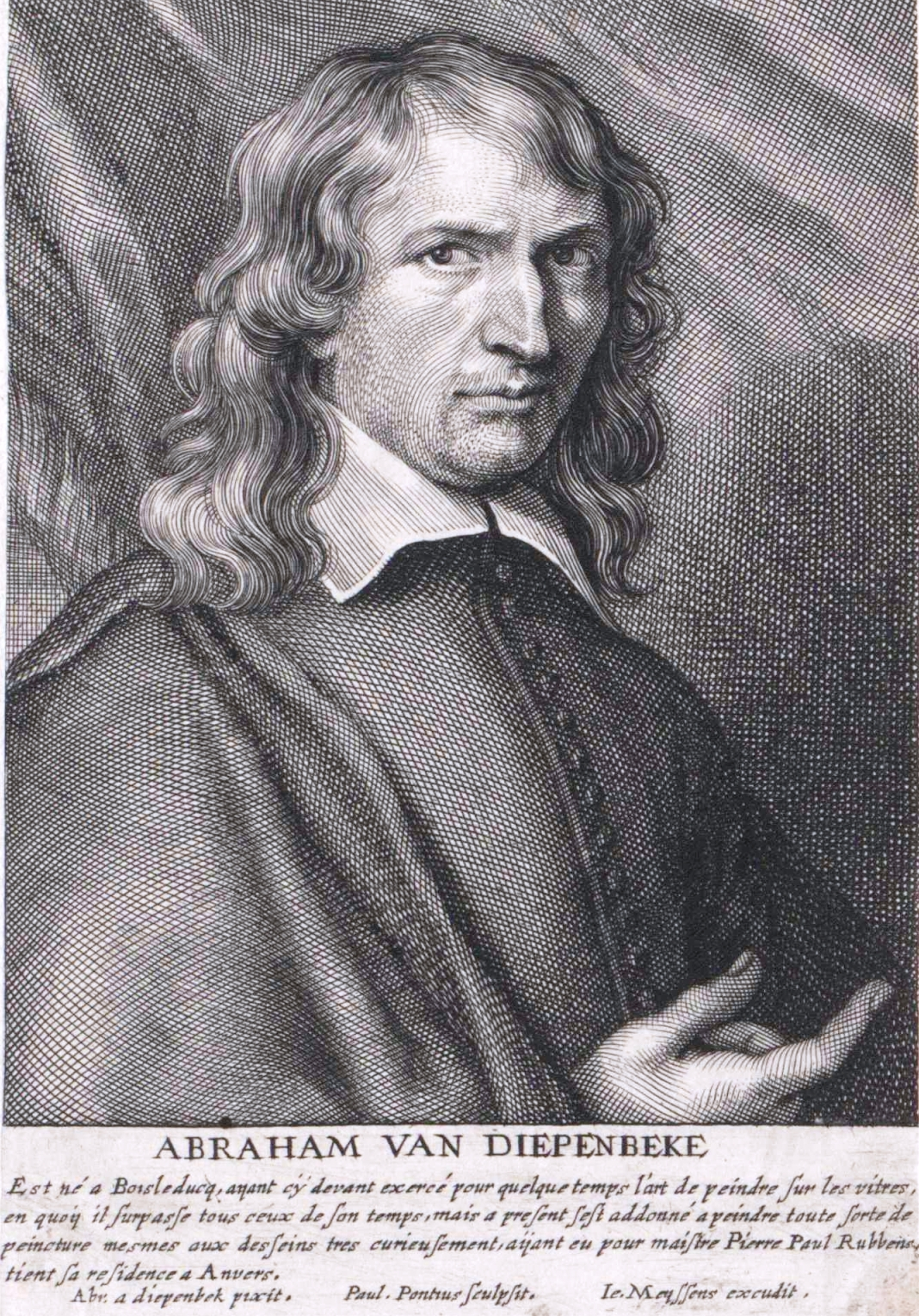
Абрахам ван Діпенбек (гравюра з власного автопортрета)
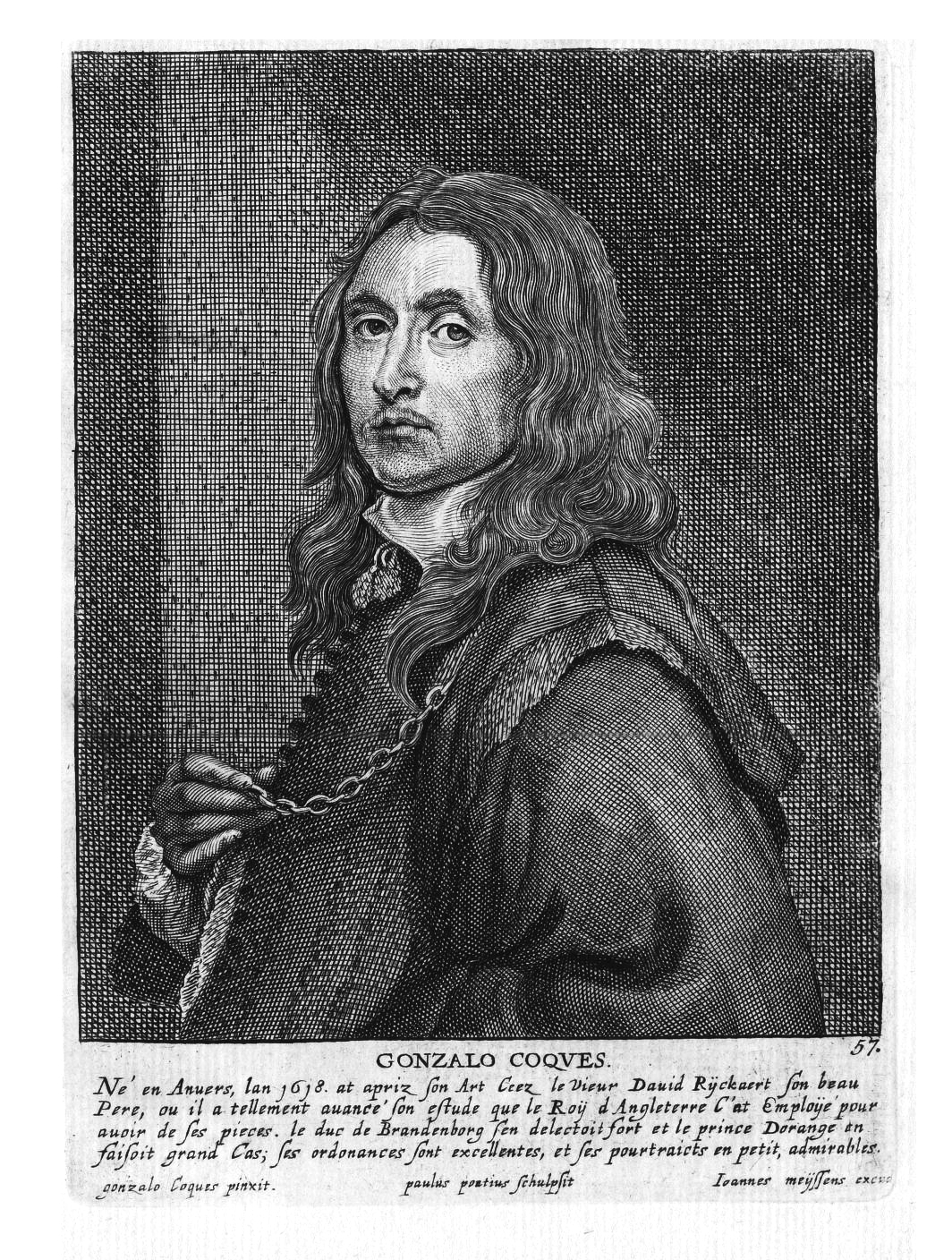
Корнеліс Кокес(гравюра з власного автопортрета)
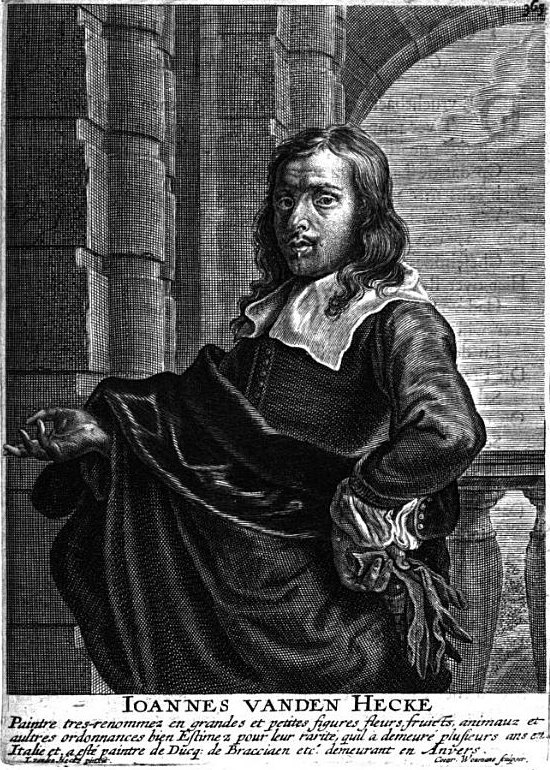
Ян ван ден Геке, майстер натюрмортів

## Обрані портрети з третього розділу

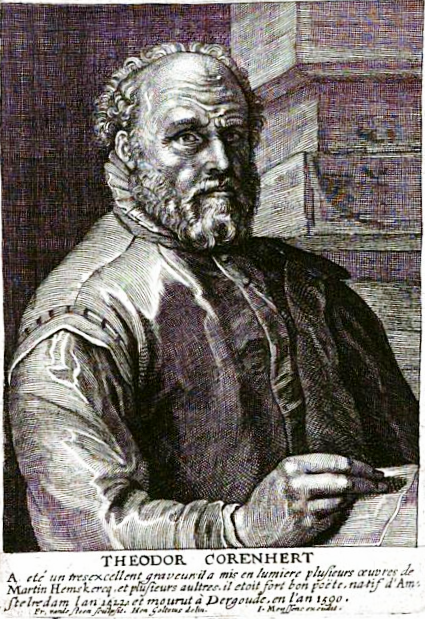
Гравер Гендрік Гольціус. Дірк Волькертсен Корнгерт, гуманіст, письменник, гравер
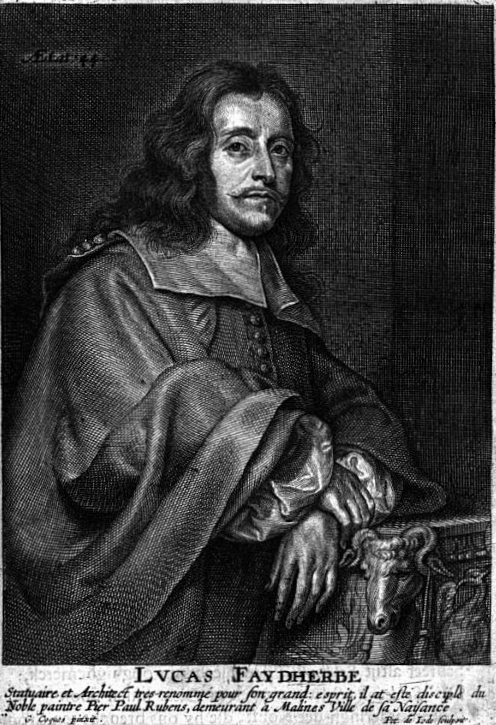
Лукас Файдерб, скульптор
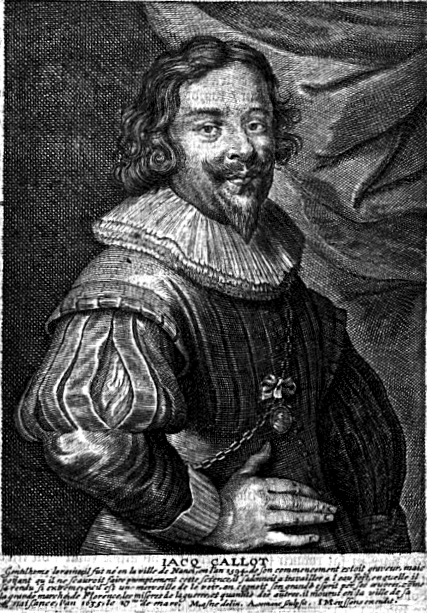
Жак Калло, гравер з Лотарингії